# Chaos de Montpellier-le-Vieux

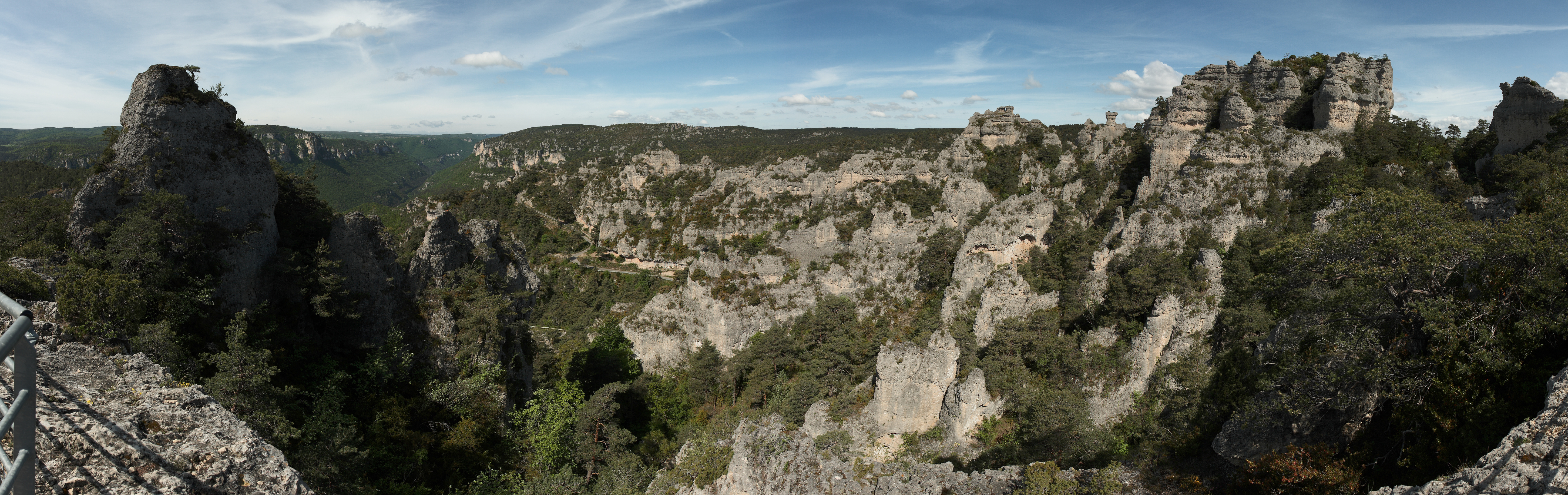
Panorama des Chaos de Montpellier-le-Vieux, der höchste Punkt der Felsformation ist Le Douminial, rechts.

Das Chaos de Montpellier-le-Vieux ist eine touristisch genutzte Felsformation im französischen Département Aveyron.

## Geographie
Die Felsformation liegt im westlichen Teil des Départements auf dem Hochplateau des Causse Noir. Nördlich liegen die Flüsse Tarn und Jonte, südlich liegen die Schluchten der Dourbie, im Westen liegt die Stadt Millau.

## Beschaffenheit
Die Felsansammlung umfasst ca. 120 ha. Entstanden sind die durch Korrosion des Dolomitgesteins des Causse Noir. Ursprünglich wurde davon ausgegangen, dass es sich bei den Felsen um eine verfallene Stadt handelte, erst 1870 wurde eine Schneise zu den Felsen geschlagen. Der Speläologe Edouard-Alfred Martel kartierte die Felsen 1883–1884 als Erster.

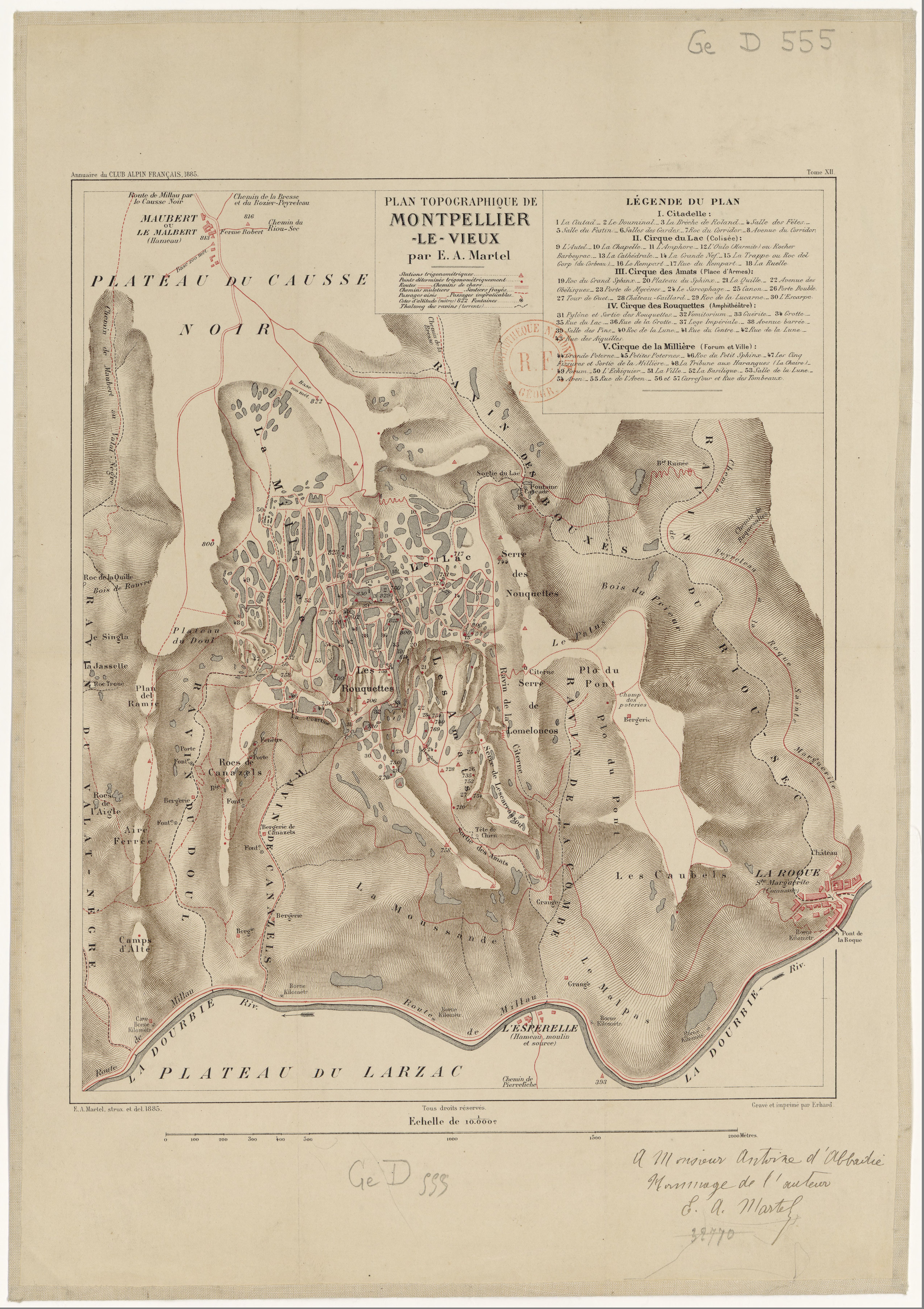
Topographische Karte (1:10 000) von Édouard-Alfred Martel, 1885.
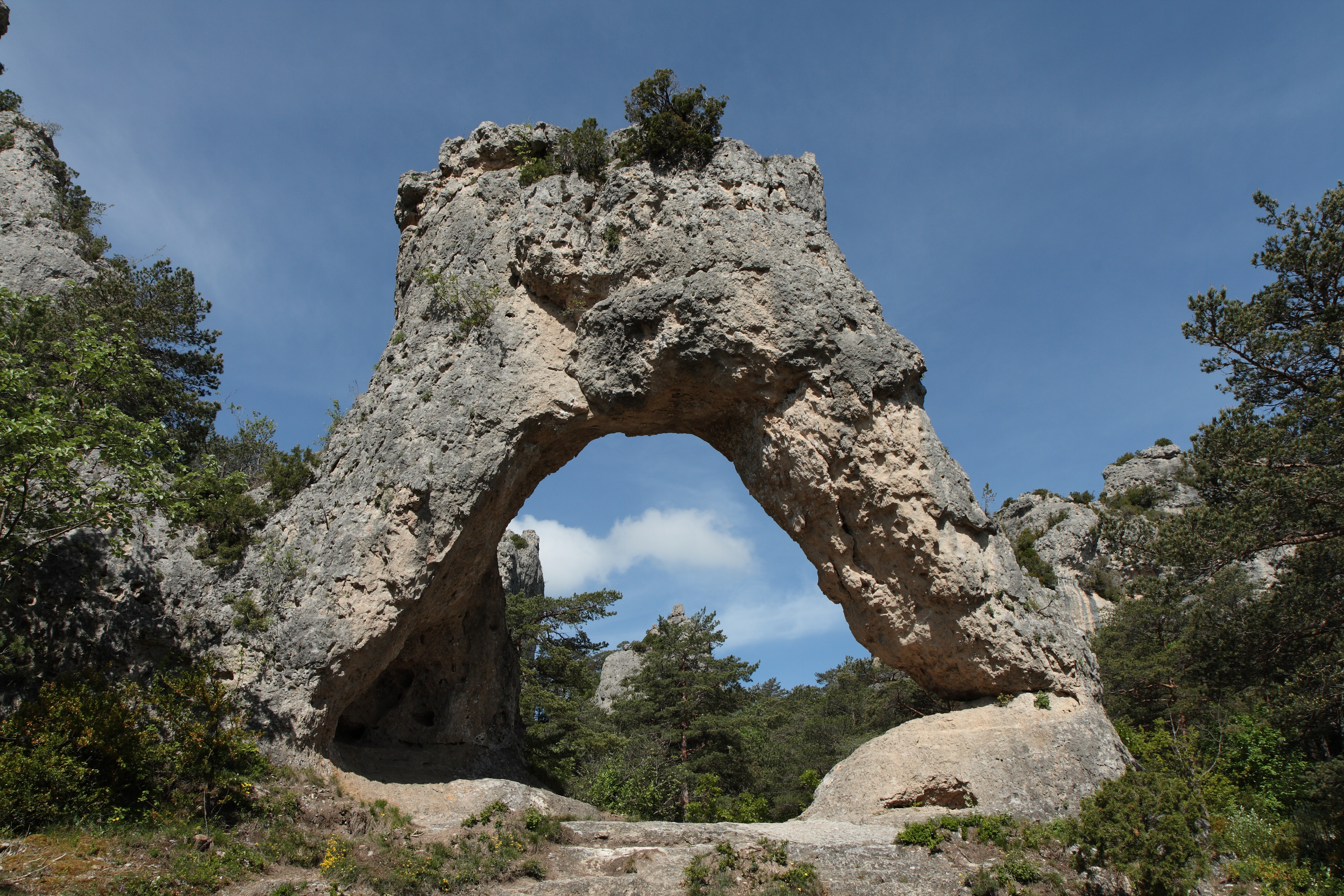
Porte de Mycène
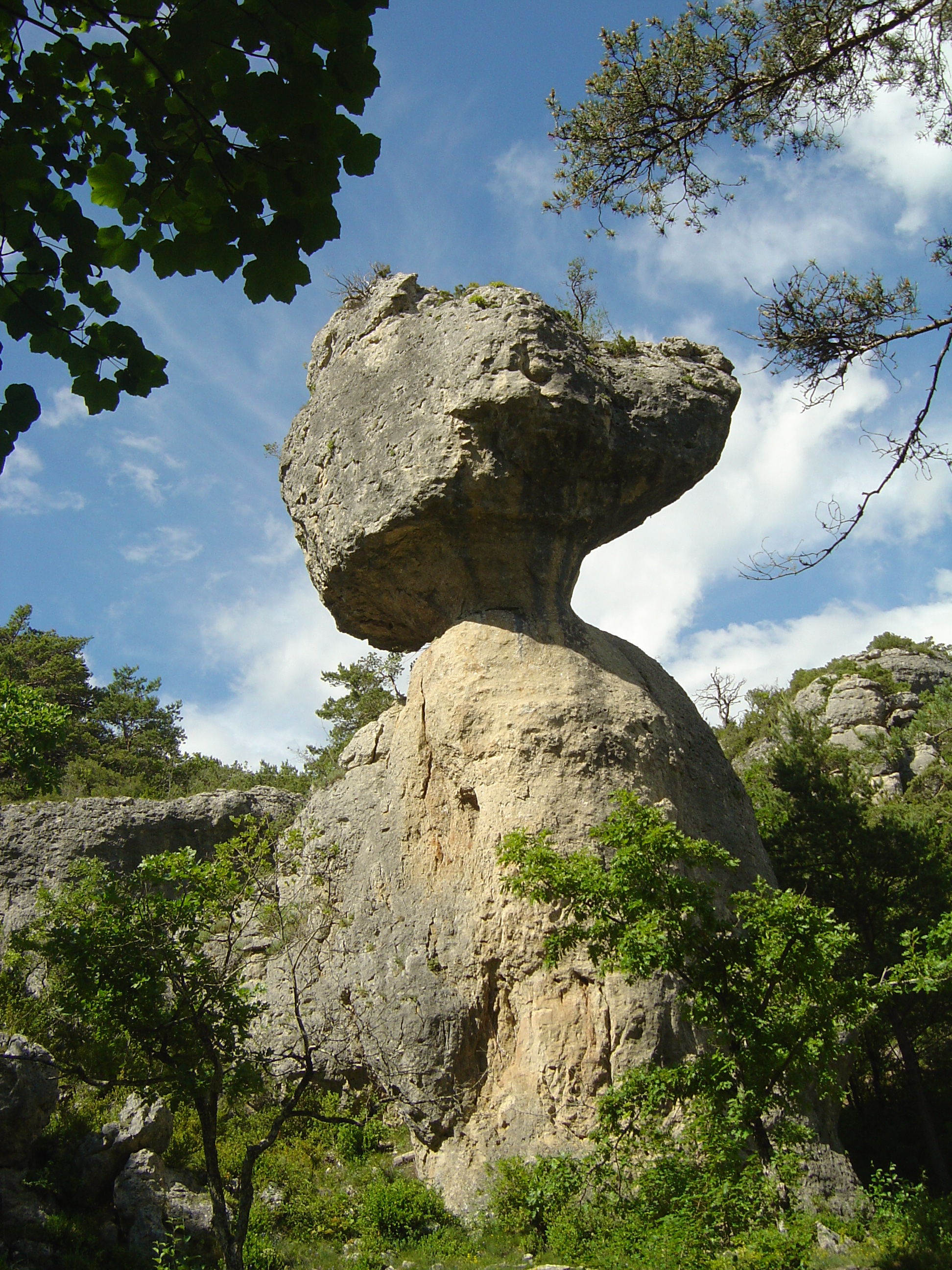
Roc Camparolié
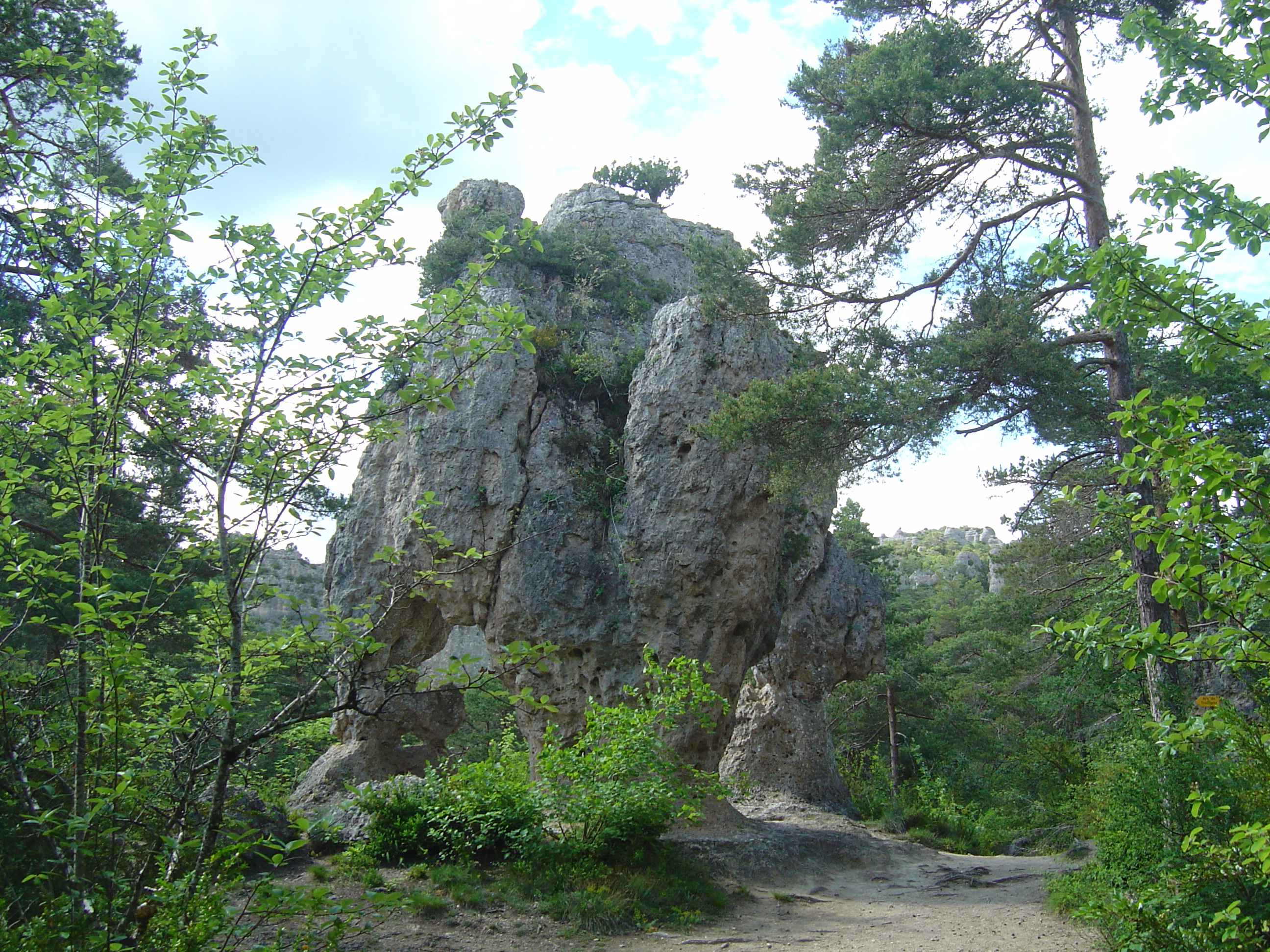
Arc de triomphe
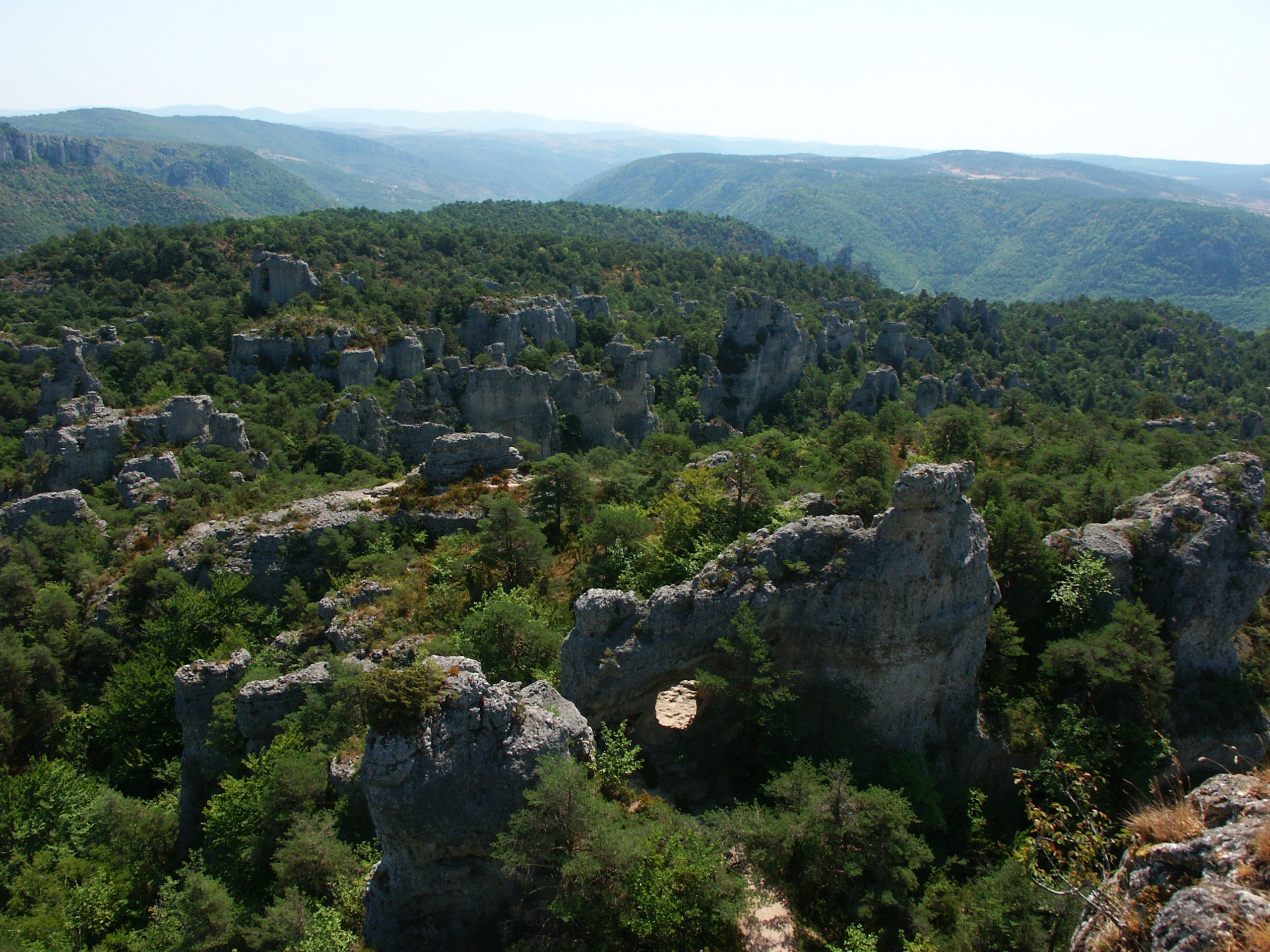
Blick von Le Douminial.
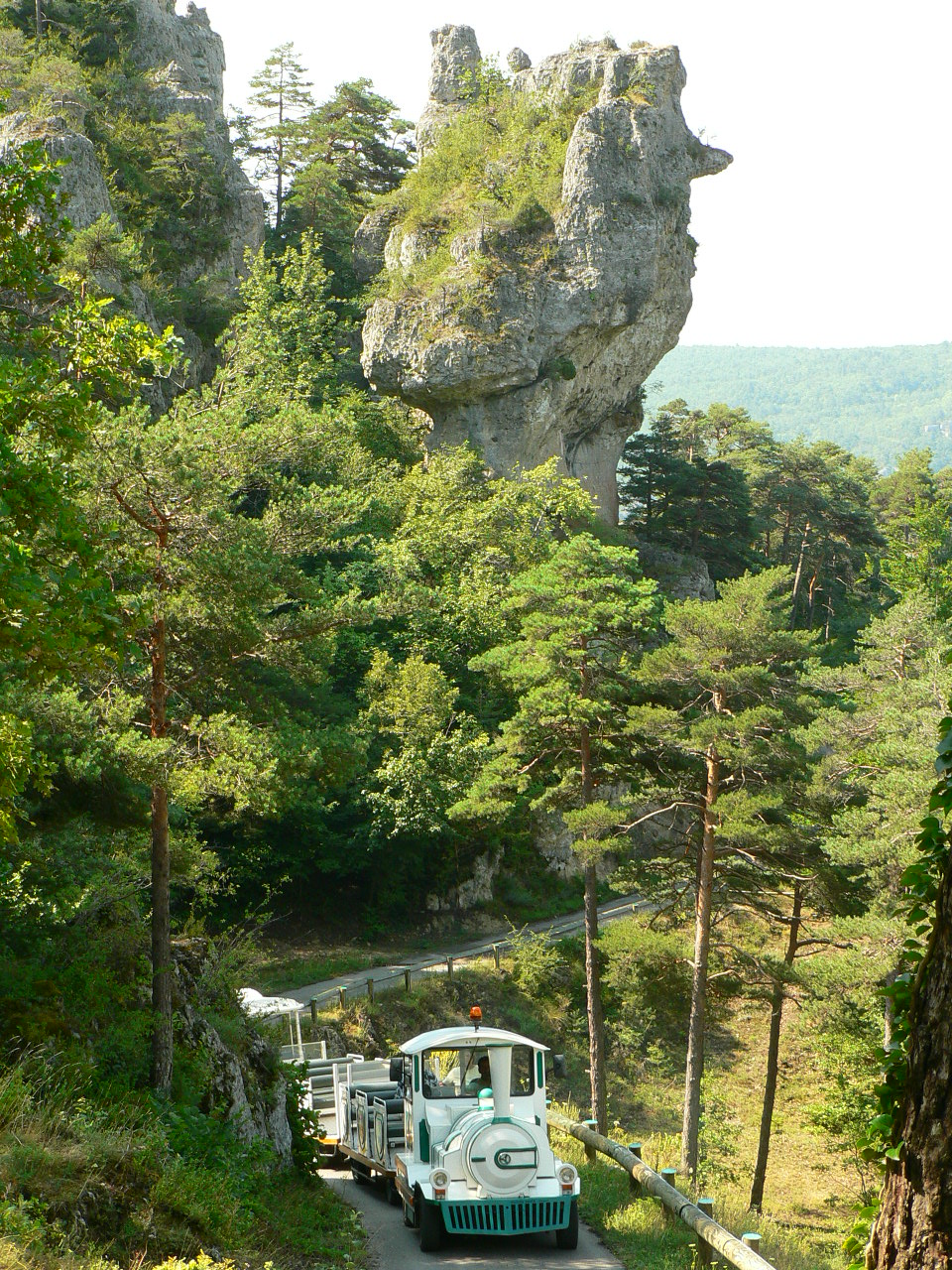
Minibahn durch die Felsen.